# Marek Kolbowicz
Marek Antoni Kolbowicz (født 11. juni 1971 i Stettin) er en polsk tidligere roer og olympisk guldvinder.
Kolbowicz roede primært dobbeltfirer, men undertiden også singlesculler og dobbeltsculler. Hans første større resultat kom i den polske dobbeltfirer, der blev nummer fire ved VM i 1994, men ved OL 1996 blev det blot til en niendeplads. Herefter roede han dobbeltsculler nogle år sammen med Adam Korol og vandt VM-bronze i denne i 1998. Duoen deltog i OL 2000 i Sydney, hvor det blev til en sjetteplads.
I den følgende sæson vendte Kolbowicz sammen med Korol tilbage til dobbeltfireren, og denne båd vandt VM-sølv i 2002 og VM-bronze i 2003. Ved OL 2004 blev det til en fjerdeplads, men fra den følgende sæson blev der skiftet ud i besætningen, der så bestod af Konrad Wasielewski, Michał Jeliński, Kolbowicz og Korol, hvilket straks gav resultat, da kvartetten dette år vandt VM-guld, en præstation de gentog de to følgende år.
Polakkerne var derfor klare favoritter ved OL 2008 i Beijing og vandt da også deres indledende heat og semifinale sikkert, selv om deres tider ikke var imponerende. I finalen gav Kolbowicz og resten af holdet sig dog fuldt ud og vandt med et forspring på mere end to sekunder til Italien, der fik sølv, men Frankrig fik bronze.
Den polske kvartet vandt derpå endnu en VM-guldmedalje i 2009 samt EM-guld i 2010, men i 2011, hvor Korol ikke længere var med i båden, sluttede polakkerne for første gang i lang tid uden for medaljerækken, da de blev nummer fire ved VM. Ved OL 2012 i London blev det til en sjetteplads, hvorpå Kolbowicz indstillede sin elitekarriere.

## OL-medaljer
- 2008:  Guld i dobbeltfirer